# Simantin Pane Dame
Simantin Pane Dame is een bestuurslaag in het regentschap Simalungun van de provincie Noord-Sumatra, Indonesië. Simantin Pane Dame telt 1580 inwoners (volkstelling 2010).